# Instytut Efektywności Wykorzystania Materiałów
Instytut Efektywności Wykorzystania Materiałów – jednostka badawczo-rozwojowa Państwowej Rady Gospodarki Materiałowej istniejąca w latach 1974–1982, powołana w celu prowadzenia prac naukowo-badawczych, rozwojowych i wdrożeniowych w zakresie problematyki efektywnego stosowania i wykorzystania surowców i materiałów.
Powołanie Instytutu pozostawało w ścisłym związku z ustawą z 1961 r. o instytutach naukowo-badawczych.
Nadzór nad Instytutem sprawował Przewodniczący Państwowej Rady Gospodarki Materiałowej.

## Zadania Instytutu
Do podstawowych zadań Instytutu należało:
- prowadzenie badań dotyczących wprowadzenia do produkcji nowych materiałów o dużej technicznej i ekonomicznej efektywności,
- badań nad korozją oraz nad efektywnością zagospodarowania surowców pierwotnych i wtórnych,
- tworzenie norm i normatywów zużycia materiałów,
- prowadzenie centrum informacji o materiałach na potrzeby całej gospodarki narodowej.

## Siedziba Instytutu
- Dąbrowa Górnicza

## Zniesienie Instytutu
Na podstawie zarządzenie Prezesa Rady Ministrów z 1982 r. w sprawie utworzenia Instytutu Gospodarki Materiałowej nowo powołany instytut przejął majątek oraz prawa i zobowiązania Instytutu Efektywności Wykorzystania Materiałów oraz Centralnego Ośrodka Badawczo-Rozwojowego Gospodarki Materiałowej.